# Harrison Craig
Harrison Craig (* 7. September 1994 in Melbourne) ist ein australischer Popsänger. Er wurde 2013 als Gewinner der zweiten Staffel der Castingshow The Voice bekannt.

## Biografie
Harrison Craig leidet seit seiner Kindheit unter Stottern und als seine Mutter feststellte, dass er Talent fürs Singen hatte, meldete sie ihn beim Victorian Boys Choir an und organisierte für ihn Gesangsunterricht. Mit 18 Jahren bewarb er sich bei der Castingshow The Voice. Er war einer von vier Teilnehmern, der mit seinem Lied aus den Blind Auditions, Broken Vow von Lara Fabian, in die Top 50 der australischen Charts einsteigen konnte. Auch jedes seiner weiteren Lieder konnte sich in den Charts platzieren. Craig wurde in allen Runden von den Zuschauern weitergewählt und gewann schließlich das Finale vor Luke Kennedy, der bereits als professioneller Sänger mit den Ten Tenors unterwegs gewesen war.
Nach dem Finale verpassten seine Songs Unchained Melody und More Than a Dream mit Platz zwei und drei knapp die Chartspitze. Das Showalbum mit den Aufnahmen der Songs aus den verschiedenen Runden erreichte aber zwei Wochen später Platz eins und hielt sich dort zwei Wochen. Außerdem wurde es mit Platin ausgezeichnet. Auch in Neuseeland kam das Album auf Platz eins.

## Diskografie
Alben
- More Than a Dream (2013)
- L.O.V.E. (2014)
- Kings of Vegas (2016)

Lieder
- Songs aus den The-Voice-Sendungen vom 7. April bis 17. Juni 2013
  - Broken Vow (Lara Fabian)
  - You Raise Me Up (Secret Garden - „Battle“ mit Tim Moxey)
  - Home (Michael Bublé)
  - Can’t Help Falling in Love (Elvis Presley)
  - It Had Better Be Tonight (Fran Jeffries im Film Der rosarote Panther)
  - If (Bread)
  - Unchained Melody (Todd Duncan im Film Unchained)
  - More Than a Dream (eigener Song)
  - Unconditional (Ne-Yo)